# Anticosti
Anticosti je ostrov v ústí Řeky svatého Vavřince. Má rozlohu 7 914 km² a je největším ostrovem provincie Québec, dvacátým největším ostrovem Kanady a devadesátým největším ostrovem světa. Ostrov je rovinatý a porostlý jehličnatým lesem, osídlení je velmi řídké: podle sčítání z roku 2011 zde žije 240 obyvatel, jedinou vesnicí na ostrově je Port-Menier. Ve vnitrozemí leží jezero Wickenden, obklopené rozsáhlými rašeliništi. Turistickou atrakcí jsou 76 metrů vysoké Vauréalské vodopády na řece Vauréal River. U pobřeží se vzhledem k bouřlivému okolnímu moři nacházejí stovky lodních vraků. Klima ostrova je subpolární, s chladnými léty a poměrně mírnými zimami.
Ostrov objevil v roce 1534 Jacques Cartier a pojmenoval ho Isle de l'Assomption (ostrov Nanebevzetí). Současný název pochází z mikmackého výrazu Natigôsteg (země vpředu). V letech 1895 až 1931 byl ostrov soukromým majetkem rodiny Menierů, podnikajících v potravinářském průmyslu, kteří zde postavili továrnu na zpracování ryb a humrů. Ve vnitrozemí byl roku 2001 vyhlášen národní park o rozloze 572 km². Chráněnou místní rostlinou je střevíčník. V řekách na ostrově se hojně vyskytuje losos obecný a siven americký. Populace medvědů byla v důsledku intenzivního lovu vyhubena, naproti tomu se velmi rozmnožil jelenec běloocasý, uměle vysazený na ostrově koncem devatenáctého století. V roce 2011 byla na ostrově objevena ropa, zásoby se odhadují na třicet miliard barelů.